# Keng Vannsak
Keng Vannsak (en jemer: កេង វ៉ាន់សាក់; Kampong Cham, 19 de septiembre de 1925 – París, 18 de diciembre de 2008), fue un académico, filósofo y lingüista jemer, principalmente conocido por inventar el teclado con tipografía jemer en 1952. Desde el año 1970 vivió en el exilio, en París, hasta que murió en el 2008, en el hospital de Montmorency, a los ochenta y Tres años.
En la Camboya moderna, Keng Vannsak es conocido como una de las figuras más influyentes para las generaciones siguientes de académicos e intelectuales. Al morir dejó un gran legado literario, incluyendo dos obras de teatro dramáticas, muchos poemas y su investigación, iniciada durante la década de 1940.

## Biografía
Keng Vannak nació en un pequeño pueblo de la provincia de Kompung Cham el 19 de septiembre de 1925, el mismo año que nacía Pol Pot. Vannsak fue maestro del futuro dictador camboyano cuando los dos estaban en Francia. Los dos compartían la opinión del "jemer original", considerando que el budismo y el hinduismo habían contaminado la cultural original del pueblo jemer.
Después de graduarse en filosofía en Nom Pen, el año 1946, Vannsak continuó sus estudios en París, trabajando como asistente en lengua jemer de la Escuela Nacional de Lenguas de Orientales (Ecole nationale des Langues Orientales).  Mientras proseguía con sus estudios pasó dos años enseñando jemer en la Escuela de Estudios Africanos y Orientales de la Universidad de Londres.
Más tarde se casó con Suzanne Colleville, de origen francés, con quien compartía la pasión por las lenguas orientales. Obtuvo diplomas en las lenguas jemer, laosiano y tailandés, además de conseguir un graduado en ciencias por la Universidad de Caen.
En 1952 regresó a Camboya, junto con su esposa, así como con una licenciatura conseguida,  el año anterior, en la Facultad de Literatura y Ciencias Humanas de la Universidad de París. Más tarde trabajó como profesor del prestigioso Liceo Sisowath de Phnom Penh, entre el 1952 y el 1958.